# Croton huajuapanensis
Espèce
Croton huajuapanensis est une espèce de plantes à fleurs du genre Croton et de la famille des Euphorbiaceae présente au Mexique (Oaxaca).